# Statue de saint Roch (Tréméven)
La Statue de saint Roch de la Chapelle Saint-Jacques à Tréméven, une commune du département des Côtes-d'Armor dans la région Bretagne en France, est une sculpture de saint Roch datant du XVIe siècle ou XVIIe siècle. La sculpture en bois polychrome a été inscrite monument historique au titre d'objet le 11 septembre 1980.
Saint Roch est représenté dans cette chapelle dédiée à saint Jacques parce qu'il est aussi pèlerin. Saint Roch est contracté de la peste en soignant les malades. Il montre ici le bubon sur sa cuisse. 
Il n'est ici représenté ni avec son chien nourricier, ni avec l'ange guérisseur, qui figurent habituellement dans son iconographie à partir du XVIe siècle. 